# Arrondissement Arles
Das Arrondissement Arles ist eine Verwaltungseinheit des Départements Bouches-du-Rhône in der französischen Region Provence-Alpes-Côte d’Azur. Unterpräfektur ist Arles.
Es besteht aus vier Kantonen und 29 Gemeinden.

## Kantone
- Arles (mit 2 von 3 Gemeinden)
- Châteaurenard
- Salon-de-Provence-1 (mit 11 von 15 Gemeinden)
- Salon-de-Provence-2

## Gemeinden
Die Gemeinden des Arrondissements Arles sind:
| 1. Arles (13004)                   | 2. Aureille (13006)                    | 3. Barbentane (13010)                | 4. Boulbon (13017)                |
| 5. Cabannes (13018)                | 6. Châteaurenard (13027)               | 7. Eygalières (13034)                | 8. Eyragues (13036)               |
| 9. Fontvieille (13038)             | 10. Graveson (13045)                   | 11. Les Baux-de-Provence (13011)     | 12. Maillane (13052)              |
| 13. Mas-Blanc-des-Alpilles (13057) | 14. Maussane-les-Alpilles (13058)      | 15. Mollégès (13064)                 | 16. Mouriès (13065)               |
| 17. Noves (13066)                  | 18. Orgon (13067)                      | 19. Paradou (13068)                  | 20. Plan-d’Orgon (13076)          |
| 21. Rognonas (13083)               | 22. Saint-Andiol (13089)               | 23. Saintes-Maries-de-la-Mer (13096) | 24. Saint-Étienne-du-Grès (13094) |
| 25. Saint-Martin-de-Crau (13097)   | 26. Saint-Pierre-de-Mézoargues (13061) | 27. Saint-Rémy-de-Provence (13100)   | 28. Tarascon (13108)              |
| 29. Verquières (13116)             |                                        |                                      |                                   |

## Neuordnung der Arrondissements 2017

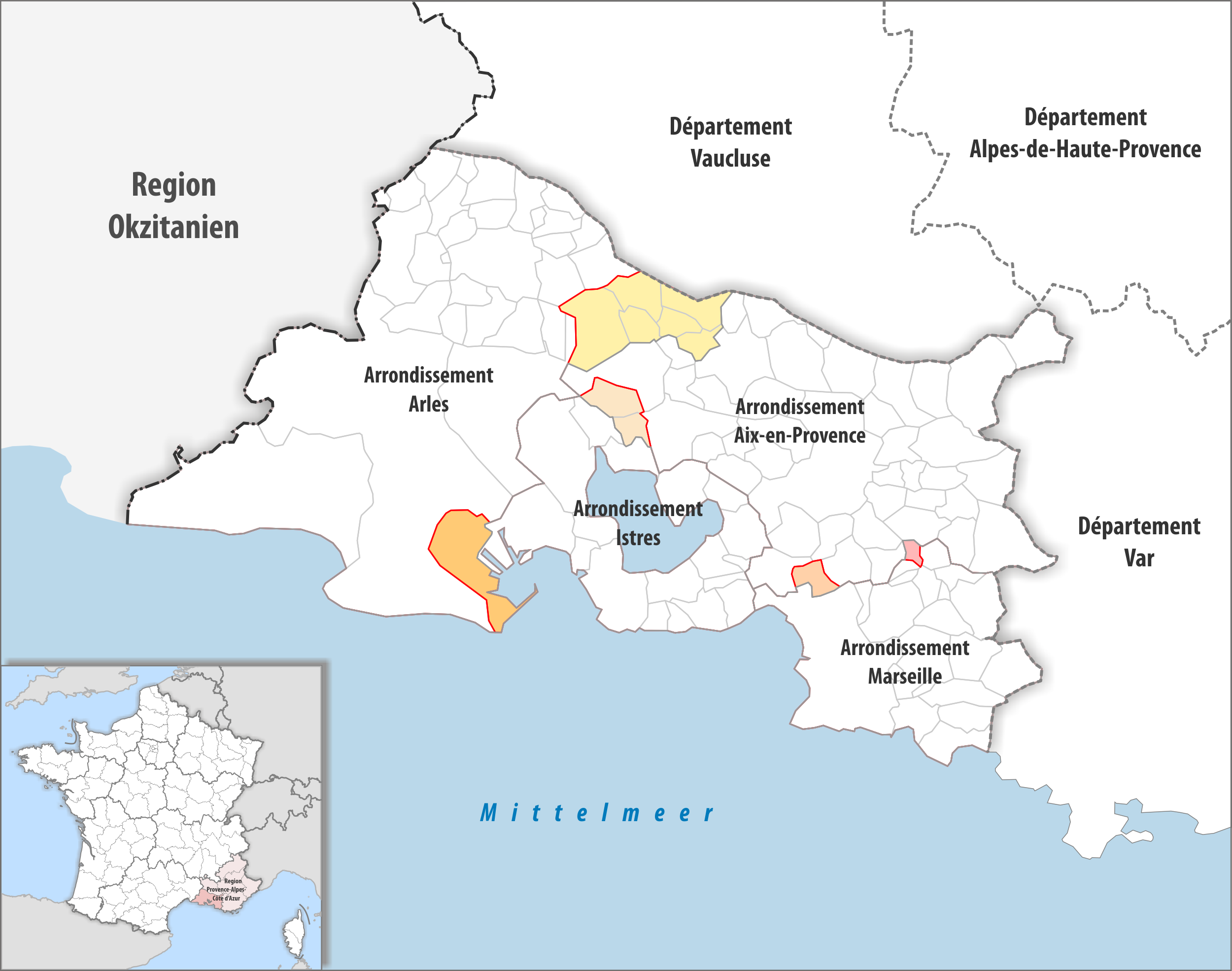
Arrondissementsanpassungen im Jahr 2017

Durch die Neuordnung der Arrondissements im Jahr 2017 wurden aus dem Arrondissement Arles die sechs Gemeinden Alleins, Eyguières, Lamanon, Mallemort, Sénas und Vernègues dem Arrondissement Aix-en-Provence sowie die Gemeinde Port-Saint-Louis-du-Rhône dem Arrondissement Istres zugewiesen.